# Улица Горана Ковачића (Врање)
| Улица Горана Ковачића           | Улица Горана Ковачића |
| ------------------------------- | --------------------- |
|                                 |                       |
| Почетак                         | Васе Смајевића        |
| Крај                            | Пере Мачкатовца       |
| Дужина                          | 540 m                 |
| Ширина                          | 9 m                   |
| Створена                        | непознато             |
| Названа                         | после 1935. године    |
|                                 |                       |
|                                 |                       |
| Поглед на улицу Горана Ковачића |                       |

Улица Горана Ковачића протеже се од улице Васе Смајевића ка југу, све до улице Пере Мачкатовца, у дужини од 0,54 km.

## Улицом Горана Ковачића
Улица Горана Ковачића састоји се претежно од стамбених објекта и гаража.